# Babajide Collins Babatunde
Babajide „Baba“ Collins Babatunde (* 2. Dezember 1988) ist ein nigerianischer ehemaliger Fußballspieler.

## Karriere
Babajide Collins Babatunde begann seine Karriere 2007 bei dem FC Midtjylland in Dänemark. 2009 wurde der Nigerianer an den dänischen Verein Vejle BK verliehen. Seine nächsten Leihstationen waren Alanija Wladikawkas aus Russland und der FC Dacia Chișinău aus Moldawien. Im Sommer 2011 wurde der Stürmer an den kasachischen Erstligisten Ordabassy Schymkent verliehen. Dort wurde er fest verpflichtet, beendete jedoch seine Karriere, als 2014 mehrere Probetrainings keinen neuen Vertrag nach sich zogen.

## Erfolge
- Kasachischer Fußballpokalsieger: 2011